# Markus Eigentler
Markus Eigentler (* 18. Oktober 1980 in Innsbruck) ist ein ehemaliger österreichischer Skispringer.

## Werdegang
Eigentler wurde 1996 in den Junioren-Nationalkader aufgenommen und konnte bei der Junioren-Weltmeisterschaft 1996 in Asiago gemeinsam mit Michael Kury, Martin Zimmermann und Karl-Heinz Dorner im Teamspringen die Silbermedaille gewinnen.
Am 6. Januar 1997 gab er sein Debüt im Weltcup und erreichte in Bischofshofen den 21. Platz. Es folgten noch zwei weitere Springen, in denen er einmal in die Punkte sprang und einmal nur knapp scheiterte. Am Ende der Saison stand er in der Gesamtwertung auf Platz 78. Eigentler legte eine vierjährige Pause ein und startete erst wieder im Sommer-Grand-Prix 2001. Er beendete den Grand Prix nach nur mittelmäßigen Leistungen auf Platz 44 in der Gesamtwertung. In der folgenden Saison startete er im Continental Cup und wurde lediglich am 22. Dezember 2001 in Predazzo noch einmal im Weltcup eingesetzt. Nachdem er jedoch nur den 49. und damit vorletzten Platz auf der Großschanze erreichen konnte, wurde er endgültig aus dem A-Nationalkader gestrichen und startete nur noch im Continental Cup. 2003 bestritt er noch ein Springen im Sommer-Grand-Prix und ein FIS-Rennen. Nach dem COC-Springen am 17. Januar 2004 in Bischofshofen beendete er seine aktive Skispringerkarriere.

## Erfolge

### Weltcup-Platzierungen
| Saison  | Platz | Punkte |
| ------- | ----- | ------ |
| 1996/97 | 78.   | 12     |

### Grand-Prix-Platzierungen
| Saison | Platz | Punkte |
| ------ | ----- | ------ |
| 2001   | 44.   | 21     |